# Flora Finch
Pour les articles homonymes, voir Finch.

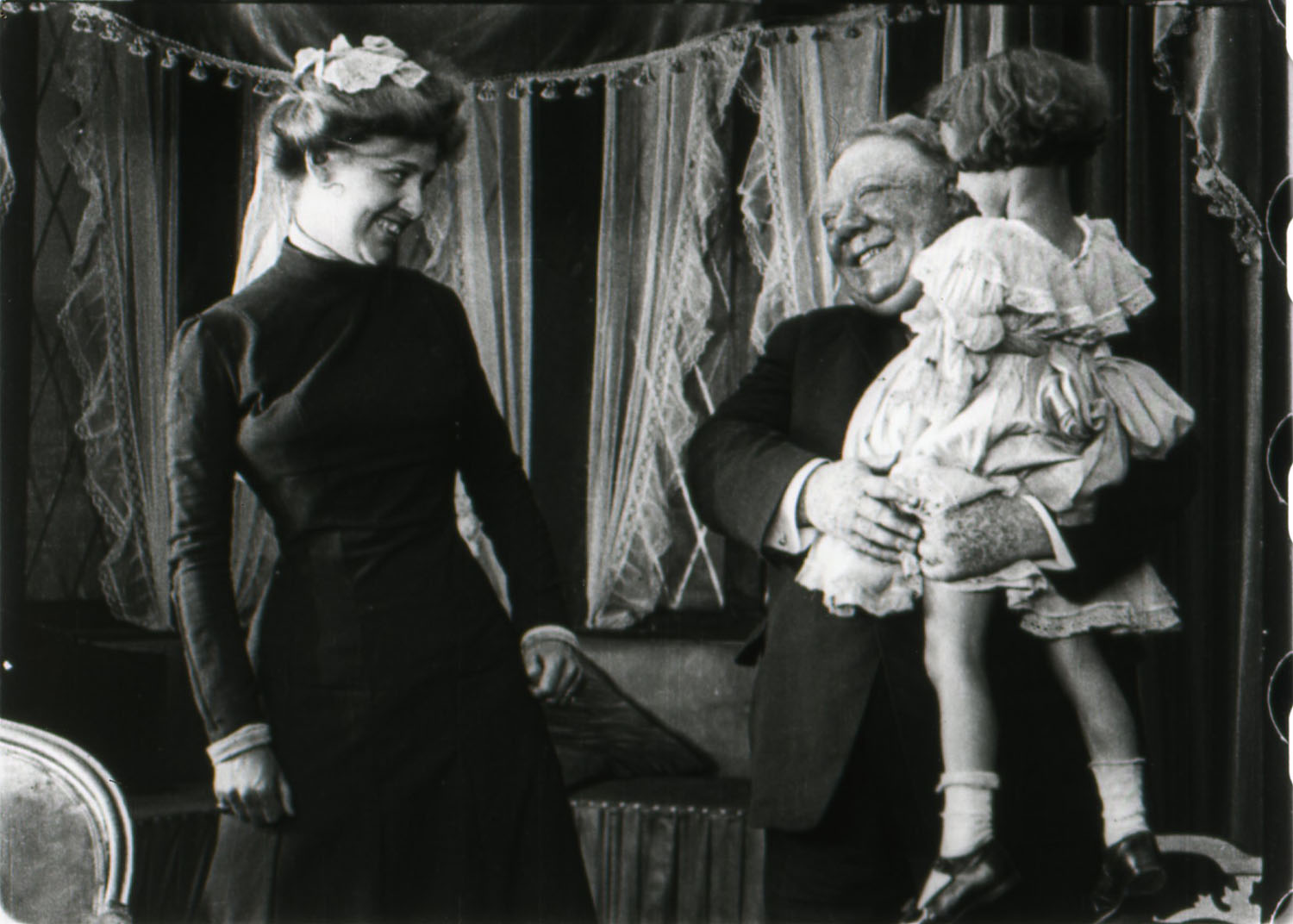
Avec John Bunny et Helene Costello enfant, dans Her Crowning Glory (1911)

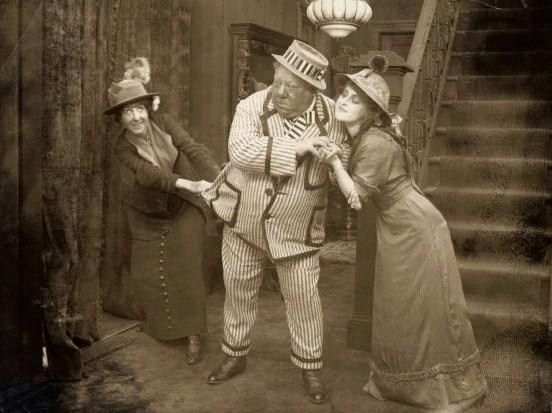
Avec John Bunny et Mary Anderson (à d.), dans Father's Flirtation (1914)

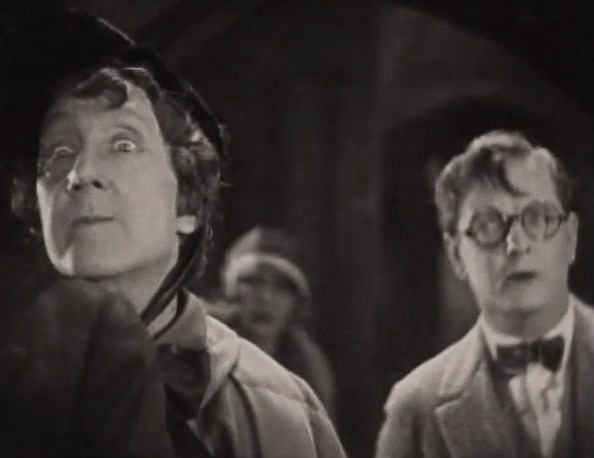
Avec Creighton Hale, dans La Volonté du mort (1927)

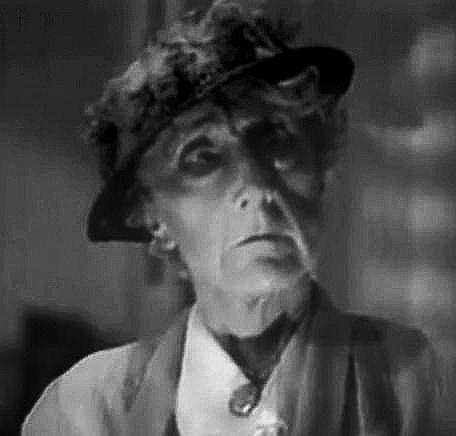
Dans Postal Inspector (1936)

Flora Finch est une actrice et productrice anglaise, née Flora Brooks le 17 juin 1867 à Londres (Angleterre), morte le 4 janvier 1940 à Los Angeles (Californie) d'une pneumonie et de la scarlatine.

## Biographie
Flora Finch débute comme actrice au théâtre dans son pays natal, notamment dans le répertoire du vaudeville, où elle continue à se produire après avoir émigré aux États-Unis vers le début des années 1900. Elle apparaît deux fois à Broadway (New York), d'abord de décembre 1907 à janvier 1908, dans la comédie musicale-pantomime The Bad Boy and His Teddy Bears, puis en 1923 dans la pièce We've Got to Have Money (avec Jerome Cowan).
Au cinéma, elle débute dans les courts métrages Mrs. Jones Entertains (avec Florence Lawrence et John R. Cumpson) et The Helping Hand (avec Harry Solter et Linda Arvidson) de D. W. Griffith, sortis en décembre 1908 et produits par la Biograph Company. Au sein de ce studio, elle tourne d'autres courts métrages muets sortis jusqu'en 1910, dont plusieurs du même Griffith, comme Son nouveau chapeau (1909, avec Mack Sennett et Linda Arvidson) et His Wife's Mother (1909, avec Florence Lawrence et John R. Cumpson). Un de ses derniers films pour la Biograph est The Troublesome Baby de Paul Powell (1910, avec Dorothy Davenport et Jeanie Macpherson).
Flora Finch intègre ensuite la Vitagraph Company, où elle partage la vedette avec John Bunny dans de nombreux courts métrages (surnommés Bunnygraphs) sortis entre 1910 et 1914, tels Her Crowning Glory (en) (1911) et A Cure for Pokeritis (1912), tous deux réalisés par Laurence Trimble. Mentionnons aussi Uncle Tom's Cabin de J. Stuart Blackton (1910, avec Mary Fuller et Genevieve Tobin).
Après ses derniers films pour la Vitagraph sortis en 1916, elle crée sa propre compagnie de production, la Flora Finch Film Corporation, espérant ainsi retrouver le succès de son partenariat avec John Bunny, mort prématurément en 1915. Mais cette société ne produit que huit courts métrages, tous sortis en 1917.
Au total, l'actrice contribue à plus de deux-cent-cinquante films muets sortis jusqu'en 1929. Citons également Les Deux Orphelines de D. W. Griffith (1921, avec Lillian et Dorothy Gish dans les rôles-titre), Monsieur Beaucaire de Sidney Olcott (1924, avec Rudolph Valentino et Bebe Daniels), ainsi que La Volonté du mort de Paul Leni (1927, avec Laura La Plante et Forrest Stanley).
Après le passage au parlant, Flora Finch tient encore des petits rôles (généralement non crédités) dans une quinzaine de films, dont Laurel et Hardy au Far West de James W. Horne (1937, avec le duo comique). L'ultime est Femmes de George Cukor (avec Norma Shearer et Joan Crawford), sorti le 1er septembre 1939, quatre mois avant sa mort.
Depuis 1960, pour son rôle pionnier dans l'histoire du cinéma américain, une étoile lui est dédiée sur le Walk of Fame d'Hollywood Boulevard.

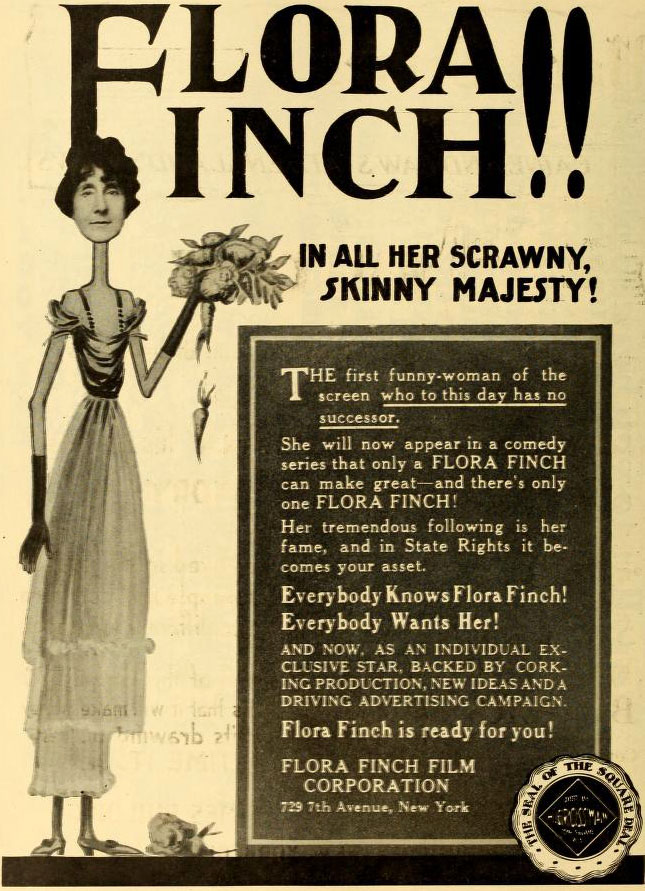
Publicité de 1917 pour sa compagnie de production

## Théâtre à Broadway (intégrale)
- 1907-1908 : The Bad Boy and His Teddy Bears, comédie musicale-pantomime, musique de Ted Coleman, lyrics de Frank Dupree, livret de Charles E. Blaney : Angelica
- 1923 : We've Got to Have Money d'Edward Laska : Mlle Finney

## Filmographie partielle
- 1908 : Mrs. Jones Entertains de D. W. Griffith : Une invitée
- 1908 : The Helping Hand de D. W. Griffith : Mme Harcourt
- 1909 : Mr. Jones Has a Card Party de D. W. Griffith : Une invitée
- 1909 : Son nouveau chapeau ou Ces sacrés chapeaux (Those Awful Hats) de D. W. Griffith : La dame au grand chapeau
- 1909 : His Wife's Mother de D. W. Griffith : rôle non spécifié
- 1909 : Jones and His New Neighbors de D. W. Griffith : rôle non spécifié
- 1909 : A Wreath in Time de D. W. Griffith : Une actrice sur scène
- 1910 : The Troublesome Baby de Frank Powell : Mme Samuel
- 1910 : Davy Jones and Captain Bragg de George D. Baker : rôle non spécifié
- 1910 : Uncle Tom's Cabin de J. Stuart Blackton : Ophelia St. Clare
- 1911 : Her Crowning Glory de Laurence Trimble : La gouvernante
- 1911 : The New Stenographer de George D. Baker : L'ancienne sténographe
- 1911 : The Wooing of Winifred de Van Dyke Brooke : rôle non spécifié
- 1911 : Selecting His Heiress de William Humphrey : Une des nièces Doughbagh
- 1911 : The Sleep Walker de Van Dyke Brooke
- 1912 : A Cure for Pokeritis de Laurence Trimble : Mme Sharpe
- 1912 : The Troublesome Step-Daughters de George D. Baker : La gouvernante
- 1912 : The Jocular Winds of Fate de Van Dyke Brooke et Maurice Costello : Juliet Humph
- 1912 : A Vitagraph Romance de James Young : La directrice du séminaire de Mlle Flint
- 1912 : The Professor and the Lady de Ralph Ince : Mlle Fullom, directrice de l'école
- 1912 : Planting the Spring Garden de William Humphrey : Mme Citiman
- 1913 : The Little Minister de James Young : Jeanne, la servante des Dishart
- 1913 : The Classmate's Frolic de Ralph Ince : La directrice de l'école
- 1913 : A Trap to Catch a Burglar de Van Dyke Brooke : Bedelia O'Flanagan, une suffragette
- 1913 : The Pickpocket de George D. Baker : La femme de Patrick, suffragette
- 1913 : The Way Out de Maurice Costello et William V. Ranous : rôle non spécifié
- 1913 : There's Music in the Hair de Laurence Trimble : Iolanthe McSwatt
- 1913 : His Life for His Emperor de William Humphrey : Flora
- 1914 : David Garrick de James Young : Araminta
- 1914 : Father's Flirtation de George D. Baker : Mme Bunny
- 1915 : Two and Two de C.J. Williams : Mme Bunty
- 1915 : The Smoking Out of Bella Butts de George D. Baker : Bella Butts
- 1915 : Hughey of the Circus de Wally Van : Flora Powell
- 1916 : Charlot fait la noce (A Night Out) de George D. Baker : Mme Marie Haslem
- 1918 : Sa grande aventure (The Great Adventure) d'Alice Guy : Tante Rags
- 1919 : Cœurs de vingt ans (Oh Boy!) d'Albert Capellani : Mlle Pénélope Budd
- 1919 : Dawn de J. Stuart Blackton : Mme Nathalie Colebrook
- 1921 : Lessons in Love de Chester Withey : Agatha Calthorpe
- 1921 : Les Deux Orphelines (Orphans of the Storm) de D. W. Griffith : La paysanne affamée
- 1922 : Sur les marches d'un trône (When Knighthood Was in Flower') de Robert G. Vignola : La comtesse française
- 1922 : A Social Error de Gregory La Cava : rôle non spécifié
- 1924 : Monsieur Beaucaire (titre original) de Sidney Olcott : La duchesse de Montmorency
- 1924 : Roulette (titre original) de Stanner E. V. Taylor : Mme Smith-Jones
- 1925 : The Adventurous Sex de Charles Giblyn : La grand-mère
- 1925 : His Buddy's Wife de Tom Terriss : Mirandy
- 1925 : A Kiss for Cinderella d'Herbert Brenon : La deuxième cuisinière
- 1925 : The Midnight Girl de Wilfred Noy : La propriétaire
- 1925 : Men and Women de William C. de Mille : Kate
- 1925 : Lover's Island d'Henri Diamant-Berger : Amanda Dawson
- 1926 : 'Morning, Judge de Dave Fleischer : La femme du juge
- 1926 : Fifth Avenue de Robert G. Vignola : Mme Pettigrew
- 1926 : Oh, Baby! d'Harley Knoles : Tante Phoebe
- 1927 : Rose of the Golden West de George Fitzmaurice : Señora Comba
- 1927 : La Volonté du mort (The Cat and the Canary) de Paul Leni : Tante Susan
- 1927 : Captain Salvation de John S. Robertson : Mme Snifty
- 1927 : La Galante Méprise (Quality Street) de Sidney Franklin : Mary Willoughby
- 1928 : The Haunted House de Benjamin Christensen : Mme Rackham
- 1928 : Five and Ten Cent Annie de Roy Del Ruth : Une invitée
- 1929 : The Faker de Phil Rosen : Emma
- 1929 : Come Across de Ray Taylor : Cassie
- 1930 : The Matrimonial Bed de Michael Curtiz : Vosin
- 1930 : Sweet Kitty Bellairs d'Alfred E. Green : Une commère
- 1934 : La Lettre écarlate (The Scarlet Letter) de Robert G. Vignola : Faith Bartle, la commère
- 1936 : San Francisco de W. S. Van Dyke : Une victime du tremblement de terre
- 1936 : Postal Inspector d'Otto Brower : La vieille fraudeuse
- 1937 : Laurel et Hardy au Far West (Way Out West) de James W. Horne : La femme du mineur
- 1939 : Femmes (The Women) de George Cukor : La vieille femme frappant à la fenêtre